# Loch Duich

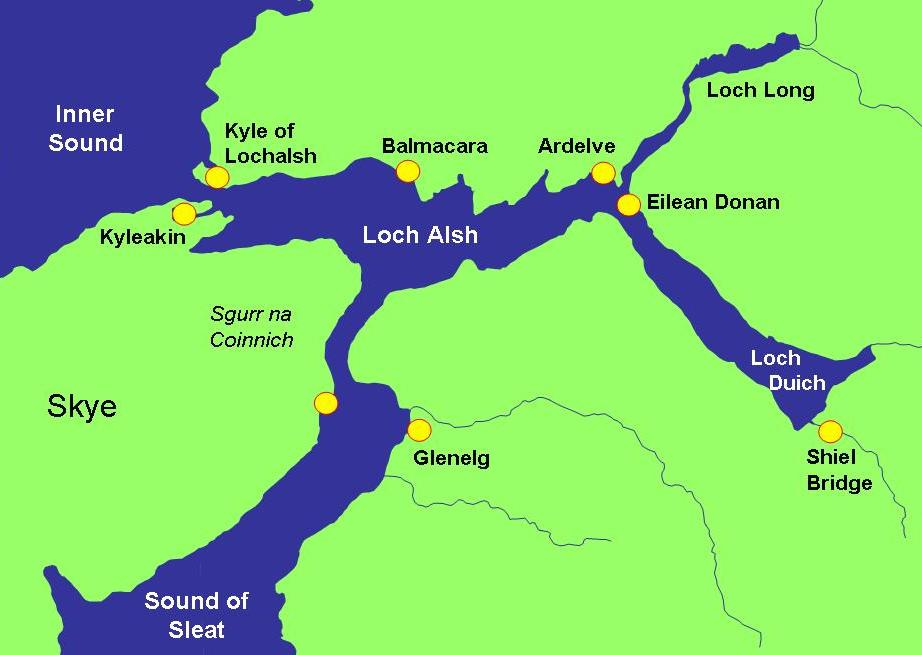
de locatie van Loch Duich

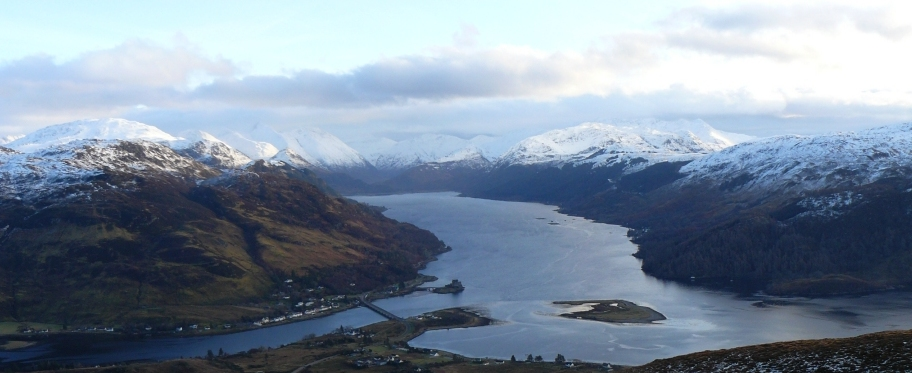
Loch Duich gezien vanuit het noordwesten, met Eilean Donan Castle in het midden, Loch Long links vooraan en Loch Alsh rechts vooraan

Loch Duich (Schots-Gaelisch: Loch Dubhthaich) is een inham aan de westkust van Schotland die ongeveer 10 kilometer lang is. In het westelijke uiteinde van de inham vormen Loch Duich en Loch Long, een andere inham, samen Loch Alsh.
Op een eiland in Loch Duich bevindt zich Eilean Donan Castle, een van oorsprong dertiende-eeuws kasteel.